# Hajo Andrianainarivelo

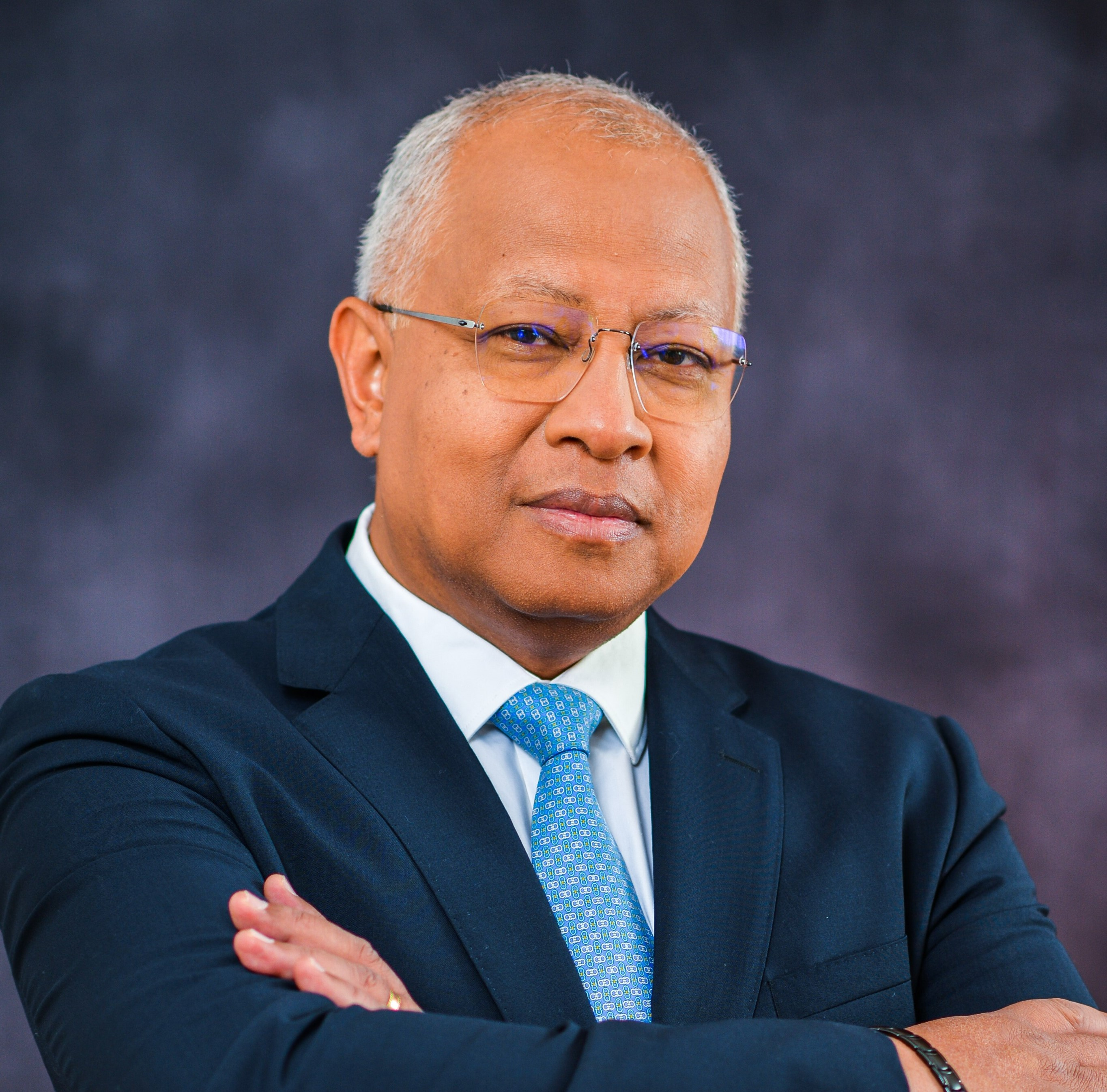
Hajo Andrianainarivelo (2023)

Hajo Herivelona Andrianainarivelo (* 22. April 1967 in Antananarivo) ist ein madagassischer Betriebswirt und Politiker.
Unter Andry Rajoelina war er von 2009 bis 2013 Minister für Raumordnung und Dezentralisierung stellvertretender Premierminister und ab 2019 bis März 2022 Minister für Raumplanung und Landdienstleistungen.

## Biografie
Andrianainarivelo stammt aus einer Politikerfamilie. Sein Vater Beloha Andrianainarivelo war Bürgermeister der ländlichen Gemeinde Ankadinandriana, seiner Heimatregion, etwa dreißig Kilometer von der Hauptstadt Antananarivo entfernt. 
Zunächst erwarb er 1987 sein Abitur in Antananarivo und 1989 ein Deug B an der Universität für Wissenschaften und Technik des Languedoc in Frankreich. Sein Studium setzte an der École polytechnique universitaire de Montpellier fort, wo er sein Diplom als Ingenieur in Naturwissenschaften erhielt und Techniken der Lebensmittelindustrie. Ebenfalls erwarb er 1993 ein Diplom in Umwelt und Gesundheit an der Medizinischen Fakultät von Montpellier. 1995 kehrte er nach Madagaskar zurück und begann wie sein Vater eine politische Karriere und wurde zum Bürgermeister von Ankadinandriana gewählt.
2013 gründete er die SMPC (Malgache Press and Communication Company, KOLO TV FM). Auch gründete er 2013 die Partei „Malagasy Miara-Miainga“ (MMM, dt.: „Madagaskar gemeinsam abheben“), wurde deren Vorsitzender und nahm an der Präsidentschaftswahl in Madagaskar 2013 teil; mit einem  Stimmenanteil von 15,83 Prozent schied er in der ersten Runde aus.
Am 11. März 2022 erklärte der damalige Minister, er werde an der nächsten Regierung nicht teilnehmen […], da „die aktuelle und zukünftige Zusammensetzung der Regierung nicht den Bedingungen entspricht, die die MMM für die Entwicklung des Landes als wichtig erachtet“. Am 31. Juli 2023 gab Hajo Andrianainarivelo seine Kandidatur zur Präsidentschaftswahl in Madagaskar 2023 bekannt. Er gehört zu den vier Antragstellern, die für ihren Präsidentschaftswahlkampf einen Hubschrauber beantragt haben.